# Верни, Карло
Ди Ди Верни (при рождении Карло Верни) — американский бас-гитарист, автор песен и продюсер, наиболее известный как основатель, басист и автор песен группы Overkill. Overkill выпустили первый альбом в 1985 году и с современниками (Metallica, Slayer, Megadeth, Anthrax) помогли определить новый жанр музыки, трэш-метал. Overkill выпустили 20 студийных альбомов, три концертных альбома и мини-альбома и несколько DVD. Помимо работы с Overkill, Верни записал четыре альбома со своим сайд-проектом The Bronx Casket Co. Американский онлайн-журнал Loudwire поместил Верни на 57 место в своём списке «Топ-66 хард-рок-/метал-басистов всех времён». Верни обладает узнаваемым стилем игры на бас-гитаре, предпочитая при этом игру медиатором, а не пальцами.

## Ранние годы
В 1976 году Верни встретил Ли «Рэта Скейтса» Кандрата в старшей школе, который учился играть на ударной установке с 15 лет. У них были схожие музыкальные интересы — рок-группы Kiss, Aerosmith, Ted Nugent, Starz, Black Sabbath и Rainbow, и затем открыли для себя панк-рок музыку The Damned, The Ramones, The Vibrators и Generation X. Они основали панк-рок группу The Lubricunts в 1979 году, в которой были три участника. Группа распалась в 1980 году, и Верни со Скейтсом разместили рекламу, в которой искали вокалиста и гитариста для присоединения к группе. На рекламу отозвался Бобби Эллсворт и привел с собой гитариста Роба Писарека.

## Overkill
Отбросив несколько имен, группа, наконец, остановилась на «Overkill». Их ранние каверы включали в себя панк-рок песни The Ramones и The Dead Boys. К концу 1980 года группа обзавелась двумя гитаристами, а сет-лист состоял из песен Motörhead («Overkill», половина альбома Ace of Spades), Judas Priest («Tyrant» был наиболее близок) и Riot. В то же время группа исполняла также и панк-рок каверы, таким образом, эта смесь и составила трэш-металлическое звучание.
Группа также начала сочинять свои собственные песни, такие, как «Grave Robbers» (позже переименованная как «Raise The Dead»), «Overkill» и «Unleash the Beast (Within)». За ними последовали «Death Rider» (1981) и «Rotten To The Core» (1982). В 1983 году второй гитарист ушел и Бобби Густафсон остался один. Группа стала главной в клубах Нью-Йорка и Нью-Джерси, таких, как L’Amours, а Верни дал Эллсворту прозвище «Блиц» за его экстремальный стиль жизни. Верни был основным автором песен начиная с Horrorscope.

## Работа вне Overkill
Верни выпустил свой первый сольный альбом Barricade 12 октября 2018 года. Также он выпустил под именем D.D. Verni & The Cadillac Band альбом Let's Rattle 17 сентября 2021 года. 26 июля 2024 года он выпустил альбом Dreadful Company под именем Verni. В этом альбоме Верни двинулся в направлении панк-рока.

## Дискография

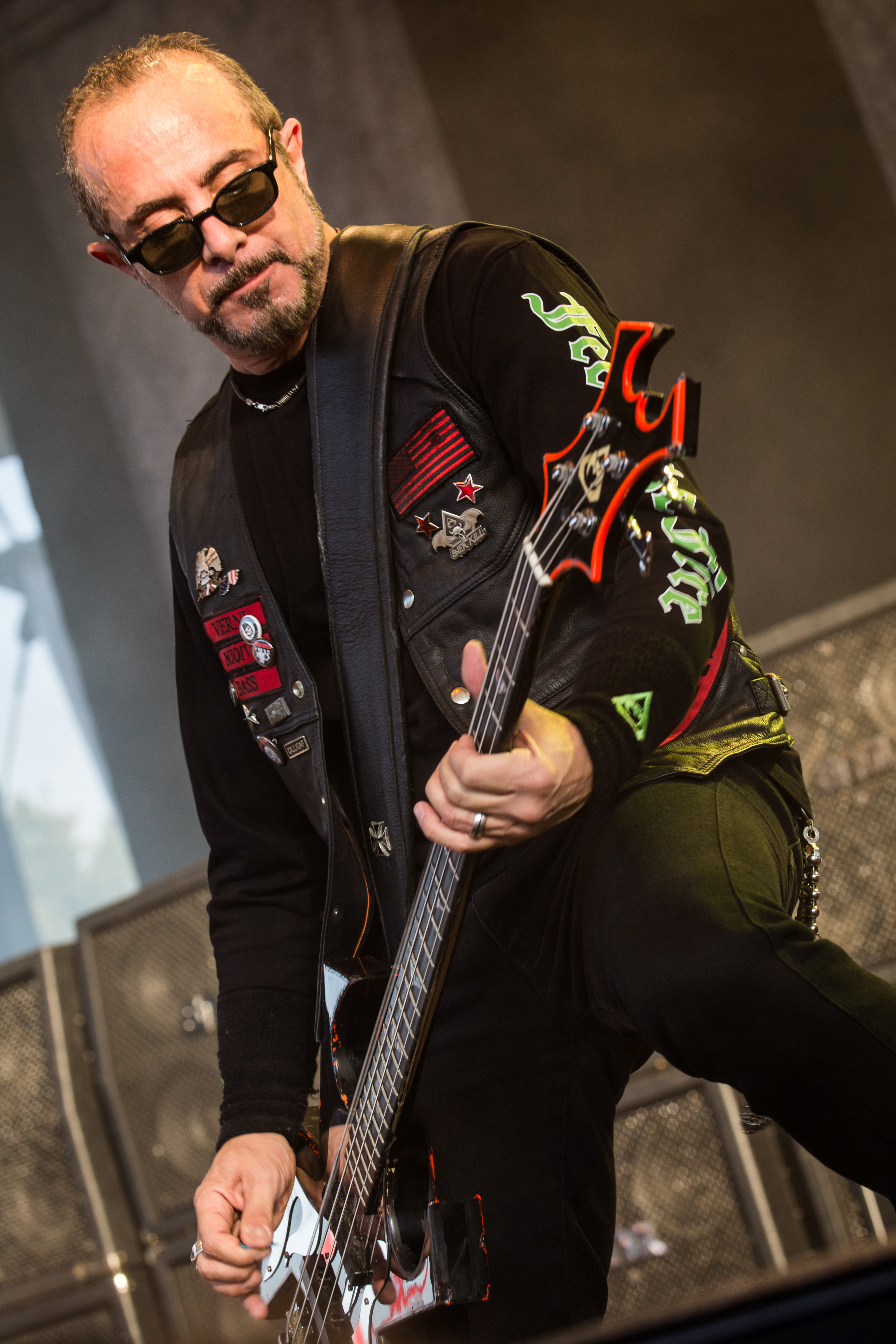
На фестивале Rock Hard в 2015 году

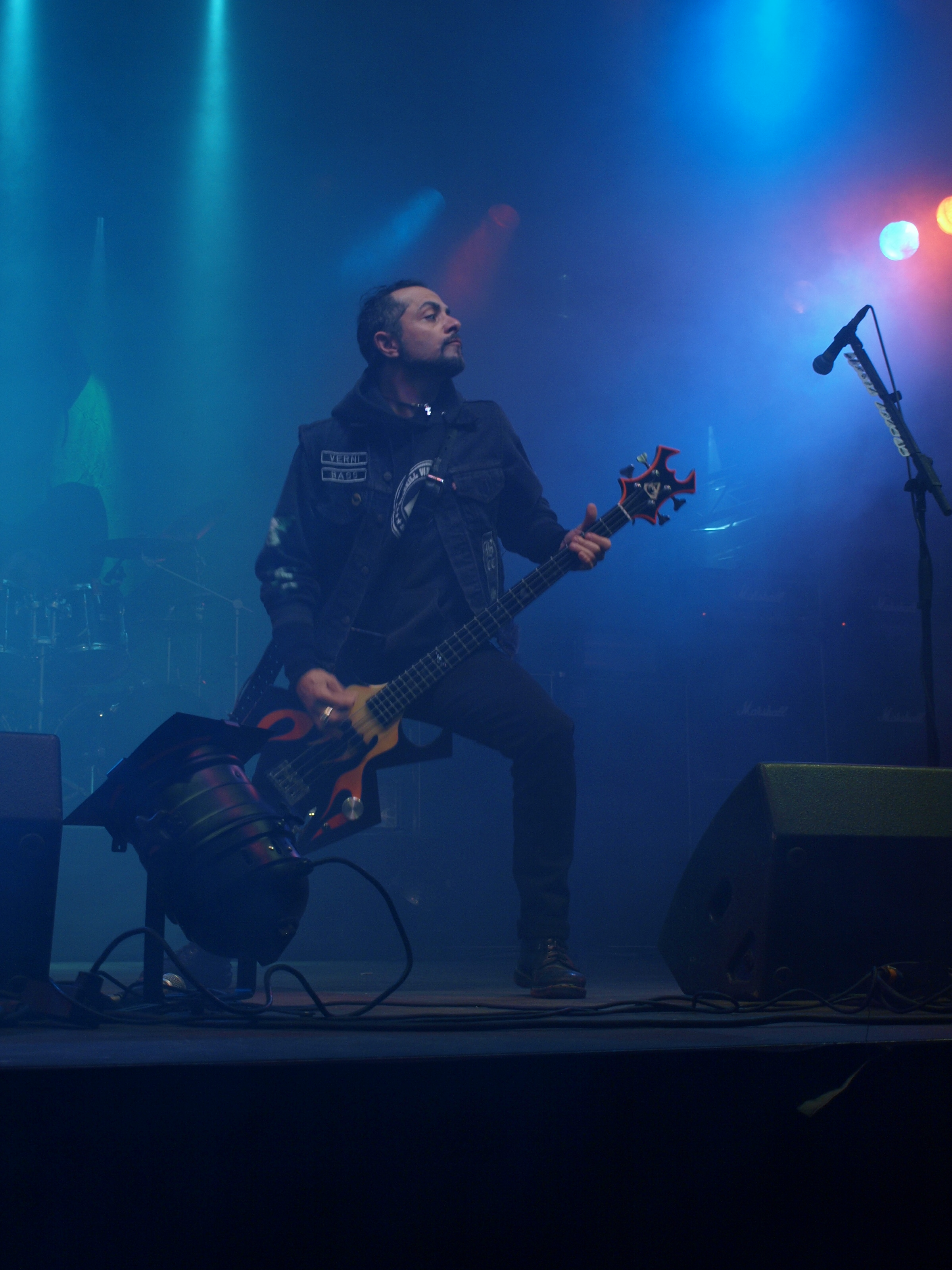
Верни на фестивале Jalometalli в 2008 году

| Название                                                 | Лейбл                   | Год  |
| -------------------------------------------------------- | ----------------------- | ---- |
| Feel The Fire                                            | Megaforce Records       | 1985 |
| Taking Over                                              | Megaforce/ Atlantic     | 1987 |
| Under the Influence                                      | Megaforce               | 1988 |
| The Years of Decay                                       | Megaforce / Atlantic    | 1989 |
| Horrorscope                                              | Megaforce / Atlantic    | 1991 |
| I Hear Black                                             | Atlantic                | 1993 |
| W.F.O.                                                   | Atlantic                | 1994 |
| The Killing Kind                                         | CMC International       | 1996 |
| From the Underground and Below                           | CMC International       | 1997 |
| Necroshine                                               | CMC International       | 1999 |
| The Bronx Casket Co.                                     | Massacre Records        | 1999 |
| Bloodletting                                             | Metal-Is                | 2000 |
| Sweet Home Transylvania                                  | The Music Cartel        | 2001 |
| Killbox 13                                               | Spitfire Records        | 2003 |
| ReliXIV                                                  | Spitfire Records        | 2005 |
| Hellectric                                               | Candlelight Records USA | 2005 |
| Immortalis                                               | Bodog Music             | 2007 |
| Ironbound                                                | Nuclear Blast Records   | 2010 |
| Antihero                                                 | eOne, Saol              | 2011 |
| The Electric Age                                         | Nuclear Blast Records   | 2012 |
| White Devil Armory                                       | Nuclear Blast Records   | 2014 |
| The Grinding Wheel                                       | Nuclear Blast Records   | 2017 |
| Barricade (сольный альбом)                               | Nuclear Blast Records   | 2018 |
| The Wings of War                                         | Nuclear Blast Records   | 2019 |
| Cadillac Man (под именем D.D. Verni & The Cadillac Band) | MVD Audio               | 2021 |
| Scorched                                                 | Nuclear Blast Records   | 2023 |
| Dreadful Company (под именем Verni)                      | M-Theory Audio          | 2024 |